# Ангирас
Ангирас (санскр. अंगिरस्) — ведийский мудрец, который наряду с Атхарваном считается составителем «Атхарваведы». Его имя упоминается также и в остальных трёх Ведах. Ангирас — один из десяти прародителей человечества. Его относят к числу сапта-риши, или «семи великих мудрецов» первой манвантары (другие шесть мудрецов это Маричи, Атри, Пулаха, Крату, Пуластья и Васиштха).
Ангираса — манаса-путра (рождённый из ума Брахмы). Потомком Ангираса был великий риши Бхарадваджа. Жену Ангираса звали Сурупа, а его сыновей — Утатья, Самвартана и Брихаспати. В «Ригведе» Ангирасом или потомком Ангираса иногда называют Агни. Во многих буддийских текстах говорится, что Будда Гаутама был потомком мудреца Ангираса.

## Жизнь согласно пуранам
Имя Ангирасас обычно применяется к нескольким пураническим личностям. Кроме того, ведический мудрец Ангирас появляется в средневековых индуистских текстах с противоречивыми ролями, а также с множеством различных версий его рождения, женитьбы и биографии. В одних он описывается как сын Брахмы, в других — как один из многих Праджапати. В зависимости от легенды у него одна, две или четыре жены. В одном мифе его женой является Сурупа, а сыновьями - Утатья, Самвартана и Брахаспати. В других источниках говорится, что он женился на Смрити (предании), дочери Дакши, а позже на Свадхе (приношении). Тем не менее, в других пуранических легендах говорится, что он женился на Шубхе, и у них было семь дочерей, названных в честь аспектов огня, и сын по имени Брихаспати.
Согласно одной легенде, Ангираса обратил свои чувства внутрь себя и несколько лет медитировал на Парабрахмана, создателя творца. Великий Теджас, который он получил от рождения, бесконечно умножился благодаря его покаянию. Он достиг многих божественных качеств, сил и богатств, а также власти над многими мирами. Но он забыл обо всех мирских достижениях и не прекратил своего покаяния. Благодаря этому покаянию он стал единым с Парабрахманом и, таким образом, достиг состояния «Брахмариши». У него были видения многих ведических мантр, и он принес их в этот земной мир. Он считается источником большого количества ведических гимнов и мантр, а также считается, что он ввел поклонение огню вместе с мудрецом Бхригу.
Ангирас является одним из сапта-риши в пуранической мифологии.
Гхора из семьи Ангираса некоторыми учеными отождествляется с Неминатхой, двадцать второй тиртханкарой в джайнизме.